# 九彩坪拱北
九彩坪拱北，位于宁夏回族自治区中卫市海原县九彩坪乡九彩坪村，是中华人民共和国宁夏回族自治区文物保护单位之一。
2005年9月15日，授予宁夏回族自治区文物保护单位，是一座近现代重要史迹及代表性建筑。